# 산울림 3집
《산울림 3집》은 대한민국의 록 밴드 산울림이 1978년 11월 1일에 서라벌레코드를 통해 발매한 세 번째 정규 음반이다. 이 음반은 김창완, 김창훈, 김창익 3형제가 구성한 산울림 1기 활동의 정점을 장식하는 작품으로, 실험적인 사운드와 사이키델릭한 구성으로 이후의 한국 대중음악에 큰 영향을 끼쳤다.
1977년 데뷔 이후 빠르게 정규 음반 세 장을 발매하며 대중적 인기를 모은 산울림은, 이 작품을 통해 단순한 청춘 밴드를 넘어서는 음악적 확장성과 실험성을 보여주었다. 특히 이 음반은 이후 김창훈과 김창익의 군입대로 인한 활동 중단 직전의 작품으로, 향후 산울림의 방향성에 중요한 변곡점이 되었다.

## 배경
《산울림 3집》은 산울림이 1978년 한 해에만 두 장의 음반을 발매한 가운데 발표된 작품으로, 음악적으로는 전작들보다 한층 더 깊고 실험적인 접근을 보여준다. 특히 음반 전체에 걸쳐 하드 록, 사이키델릭 록, 포크 록의 요소가 복합적으로 배치되어 있으며, 당시의 한국 대중음악에서는 찾아보기 어려운 독자적인 스타일을 구축했다.
이 음반은 3인 구성만으로 녹음되었으며, 오르간 등 외부 세션 없이 산울림만의 연주로 완성되었다. 〈그대는 이미 나〉는 19분이 넘는 대곡으로 구성되어 있으며, 단일 곡이 음반 한 면 전체를 차지하는 구성은 한국 록 역사에서 매우 드문 사례로 손꼽힌다.

## 커버 아트
《산울림 3집》의 커버 아트는 김창완이 직접 그린 일러스트레이션으로 구성되어 있다. 흰 배경 위에 추상적인 형태의 인물들과 물체들이 등장하는 이 그림은, 음반의 실험적인 분위기와 내면적 사유를 시각적으로 반영한다. 산울림의 초기 음반들은 모두 김창완의 자작 그림을 커버로 사용했으며, 이는 음악과 미술을 결합한 독창적인 시도로 평가받는다.

## 평가
| 전문가 평가   | 전문가 평가 |
| 평가 점수     | 평가 점수   |
| 출처          | 점수        |
| ------------- | ----------- |
| 레코드 컬렉터 | [ 3 ]       |
| 모조          | [ 4 ]       |
| 신디그!       | [ 5 ]       |
| 언컷          | 9/10        |
| 이즘          | [ 7 ]       |

《산울림 3집》은 발매 당시 상업적으로 큰 성공을 거두진 못했지만, 이후 평단으로부터 높은 평가를 받았다. 2007년 《경향신문》과 《가슴네트워크》가 선정한 "한국 대중음악 100대 명반"에서 73위에 올랐으며, 특히 음반 전체의 실험성과 예술성이 높이 평가되었다.

## 곡 목록
| #  | 제목                          | 작사·작곡 | 재생 시간 |
| -- | ----------------------------- | --------- | --------- |
| 1. | 〈내마음 (내 마음은 황무지)〉 | 김창훈    | 4:21      |
| 2. | 〈아무말 안해도〉             | 김창완    | 4:10      |
| 3. | 〈한마리 새되어〉             | 김창완    | 3:14      |
| 4. | 〈아무도 없는 밤에〉          | 김창훈    | 8:56      |

| #  | 제목               | 작사·작곡 | 재생 시간 |
| -- | ------------------ | --------- | --------- |
| 1. | 〈그대는 이미 나〉 | 김창훈    | 18:38     |